# Roman Vonášek
Roman Vonášek (* 8. července 1968) je bývalý český fotbalový záložník a reprezentant. Vyzkoušel si i posty útočníka a obránce. Dlouhou dobu hrál v Belgii.
Jeho koníčkem je chov holubů.

## Klubová kariéra
S fotbalem začínal v Bělčicích, poté hrál za dorost Blatné a pokračoval ve Spartaku Písek. Během vojenské služby hrál v Českých Budějovicích, chvíli v Aši (za juniorku RH Cheb) a poté delší dobu v divizním Nýrsku. Zde si jej vyhlédla tehdy druholigová TJ Škoda Plzeň, která projevovala mnohem větší zájem než České Budějovice. V lednu 1992 se stal hráčem AC Sparta Praha. Se Spartou třikrát získal titul mistra (1993, 1994, 1995) a český pohár roku 1996. Celkem 19x startoval v evropských pohárech a dal zde 4 góly (Werderu Brémy, Anderlechtu Brusel, Zimbru Kišiněv a Airdrieonians FC). Ve Spartě Praha působil určitou dobu i se svým bratrem Petrem.
V osmadvaceti letech odešel na své první zahraniční angažmá do belgického KSC Lokeren, kde vznikla početná kolonie českých hráčů (mimo něj ještě Václav Budka, Jan Koller a Jan Musil). V Belgii hrál ještě za Cercle Brugge KSV (půlroční hostování) a KV Mechelen.
Po ukončení profi kariéry hrál ještě za TJ Klatovy.

## Reprezentační kariéra
V české reprezentaci odehrál v letech 1994–1999 osm utkání, gól nevstřelil. Debutoval v přátelském zápase s Tureckem 23. února 1994 (první utkání samostatného české reprezentace od rozdělení Československa), který skončil vítězstvím ČR 4:1.

### Reprezentační zápasy
Reprezentační zápasy Romana Vonáška za A-mužstvo ČR
| Rok    | Zápasy | Góly |
| ------ | ------ | ---- |
| 1994   | 1      | 0    |
| 1998   | 6      | 0    |
| 1999   | 1      | 0    |
| Celkem | 8      | 0    |

## Zajímavosti
V roce 1995 si zahrál roli číšníka ve videoklipu k Landově písni Motýlek z alba Chcíply dobrý víly.